# Християнський союз
Християнський союз (нід. ChristenUnie, CU) — нідерландська християнсько-демократична політична партія. Партія була створена 22 січня 2000 року як блок політичних партій. Партія праці має 4 місця із 75 у першій палаті та 5 місць із 150 у другій палаті Генеральних штатів та 1 місце із 25 виділених для Нідерландів у Європарламенті (входить до фракції Європейські консерватори та реформісти).

## Історія
Партія була створена 22 січня 2000 року як блок політичних партій: Реформатський політичний союз, заснований у 1948 році, і Реформатська політична федерація, заснована в 1975 році. У 2001 році була сформована єдина політична партія.
У 2002 році Християнський союз вперше взяв участь у виборах. Партія отримала чотири місця, що на 1 менше, ніж мали учасники блоку у попередньому парламенті. Після виборів 2003 року партія отримала 3 місця.
На виборах 2006 року партія подвоїла свої місця і увійшла до четвертого кабінету Балкененде. Лідер Християнського союзу Андре Равут став міністром без портфеля у справах сім'ї та молоді.

## Ідеологія та програмні засади
Християнський союз називає себе християнською соціальною партією. Він поєднує в собі консервативну точку зору на етичні й питання зовнішньої політики та лівоцентристські погляди на економічні, соціальні та екологічні питання.
Деякі положення консервативної політики Християнського союзу включають:
- поступова відмова від аборту і евтаназії.
- відмова від політики терпимості легких наркотиків.
- боротьба з порнографією і проституцією.
- дозвіл цивільних службовців відмовитися від реєстрації одностатевих шлюбів.
- захистити свободу освіти (тобто право на заснування релігійних шкіл).
- Нідерланди повинні залишатися самостійною політичною одиницею в рамках Європейського Союзу.
- обмеження використання генної інженерії.

Лівоцентристська політика включає в себе:
- збереження державної системи освіти, охорони здоров'я і соціального забезпечення, хоча і в менших масштабах, ніж в даний час.
- збільшення виділення коштів з метою усунення відсталості півдня Нідерландів.
- більш відкритої політики щодо осіб, які шукають притулку, особливо ті, які піддаються переслідуванням з релігійних причин.
- спираючись на передвиборчі обіцянки про інвестиції в розвиток зеленої енергетики нідерландське відділення Ґрінпіс називаються Християнський союз зеленою політичною партією.